# Huštěnovice (nádraží)
Huštěnovice jsou železniční stanice na železniční trati Přerov–Břeclav. Nachází se v obci Huštěnovice v okrese Uherské Hradiště, přičemž zasahuje i na území sousední obce Babice.
Stanice byla uvedena do provozu roku 1884. V roce 1999 proběhla rekonstrukce stanice.[zdroj?]